# Cremilda de Lima
Maria Cremilda Martins Fernandes Alves de Lima est une auteure angolaise de livres pour enfants.

## Biographie
Cremilda de Lima est née le 25 mars 1940 à Luanda, la capitale de la colonie portugaise en Angola.
En 1965, elle commence à enseigner à l'école primaire de Luanda.

## Récompenses
Cremilda de Lima a été nommée deux fois pour le prix commémoratif Astrid-Lindgren en 2008 et 2009. En 2008, elle est honorée par le Ministère de la Culture angolais avec un certificat d'honneur pour ses services concernant la littérature jeunesse angolaise. En 2016, Lima reçoit le prix national de la culture et des arts dans la catégorie littérature. Le président du jury António Fonseca l'a qualifié d'« une des pionniers » de la littérature jeunesse angolaise.

## Ouvrages
- O Tambarino dourado (1982[4])
- Os Kandengues desfilam no carnaval (2015[5])
- Tetembwa Ya Dipanda (auf Kimbundu, 2016[6])
- Uma Aventura nas Nuvens (2016[7])
- Brincadeira ao Luar (2016[7])